# Dolní Slivno
Dolní Slivno (en allemand : Unter Sliwno) est une commune du district de Mladá Boleslav, dans la région de Bohême-Centrale, en République tchèque. Sa population s'élevait à 343 habitants en 2020.

## Géographie
Dolní Slivno se trouve à 7 km au nord-nord-est de Benátky nad Jizerou, à 17 km au sud-sud-est de Mladá Boleslav et à 33 km au nord-est de Prague.
La commune est limitée par Kropáčova Vrutice au nord, par Chotětov, Zdětín et Sedlec à l'est, par Mečeříž et Sudovo Hlavno au sud, et par Horní Slivno à l'ouest.

## Histoire
La première mention écrite de la localité date de 1223.

## Administration
La commune se compose de deux quartiers :
- Dolní Slivno
- Slivínko

## Transports
Dolní Slivno se trouve à 8 km de Benátky nad Jizerou, à 30 km de Mladá Boleslav et à 43 km de Prague.